# Saison 9 de Smallville
Chronologie
Saison 8 Saison 10
Cet article présente les épisodes de la neuvième saison du feuilleton télévisé Smallville.
Cette saison a été diffusée depuis le 25 septembre 2009 jusqu'au 14 mai 2010 aux États-Unis sur le réseau The CW, le vendredi à 20 h.

## Synopsis
La Terre, quelle belle planète ! Tellement belle que les survivants de la planète Krypton n'auraient aucun scrupule à se l'approprier. Mais le kryptonien Clark Kent lance un avertissement à Zod et ses soldats : si jamais ils vont trop loin, notamment en cherchant à enrôler Loïs Lane, ils les anéantira.

## Distribution

### Acteurs réguliers
- Tom Welling (VF : Tony Marot) : Clark Kent / Le flou
- Allison Mack (VF : Edwige Lemoine) : Chloe Sullivan
- Erica Durance (VF : Véronique Desmadryl) : Lois Lane (19 épisodes)
- Cassidy Freeman (VF : Laurence Dourlens) : Tess Mercer (17 épisodes)
- Callum Blue (VF : Vincent Ropion) : General Zod (12 épisodes)
- Justin Hartley (VF : Martial Le Minoux) : Oliver Queen (18 épisodes)

### Acteurs récurrents
- Alessandro Juliani (VF : Sébastien Finck) : Emil Hamilton (en) (7 épisodes)
- Sharon Taylor (VF : Laurence Charpentier) : Faora (7 épisodes)
- Phil Morris (VF : Lionel Henry (acteur)) : John Jones (J'onn J'onzz) / Martian Manhunter (4 épisodes)
- Pam Grier (VF : Maïk Darah) : Amanda Waller (3 épisodes)
- Michael Shanks (VF : William Coryn) : Carter Hall / Hawkman (3 épisodes)
- Britt Irvin (VF : Jessica Barrier) : Courtney Whitmore (en) / Stargirl (3 épisodes)
- Brian Austin Green (VF : Gilles Laurent) : John Corben / Metallo (3 épisodes)
- Terence Stamp (VF : Michel Ruhl) : Voix de Jor-El (2 épisodes)
- Alaina Huffman (VF : Laura Préjean) : Dinah Lance / Black Canary (1 épisode)
- Annette O'Toole (VF : Brigitte Virtudes) : Martha Kent (1 épisode)
- Lee Thompson Young (VF : Alexis Tomassian) : Victor Stone / Cyborg (1 épisode)
- Serinda Swan (VF : Laëtitia Lefebvre) : Zatanna Zatara (1 épisode)
- Michael McKean (VF : Richard Leblond) : Perry White (1 épisode)
- Julian Sands (VF : Thierry Ragueneau) : Jor-El, le père de Clark (1 épisode)

## Épisodes

### Épisode 1:Humain, trop humain
- États-Unis /  Canada : 25 septembre 2009 sur The CW / Sun TV[2]
- France : 
  - 26 avril 2010 sur TF6
  - 19 septembre 2010 sur W9
- Québec : 14 février 2011 sur VRAK
- Belgique : 12 novembre 2011 sur La Deux
- Suisse : 20 décembre 2011 sur RTS Deux

- Brian Austin Green (John Corben / Metallo)
- Alessandro Juliani (Dr Emil Hamilton (en))
- Monique Ganderton (Alia)
- Terence Stamp (voix de Jor-El)
- Sharon Taylor (Faora)

- Les sentiments qu'éprouve Clark pour Loïs l'empêchent de continuer son initiation avec Jor-El.
- La date sur la montre de droite (09.25.09) coïncide parfaitement avec la date de diffusion américaine de cet épisode.
- Une petite erreur est visible dans le journal retrouvé sur le train : il devrait être daté du 24 et non du 25, vu qu'il a déraillé le 24 au soir et que Loïs est retournée dans le train le 25 dans la journée.
- Première apparition de Callum Blue (Zodd).

### Épisode 2:Cyber force
- États-Unis : 2 octobre 2009
- France : 
  - 26 avril 2010 sur TF6
  - 19 septembre 2010 sur W9
- Québec : 21 février 2011 sur VRAK
- Belgique : 19 novembre 2011 sur La Deux
- Suisse : 21 décembre 2011 sur RTS Deux

- Brian Austin Green (John Corben / Metallo)
- Alessandro Juliani (Dr Emil Hamilton (en))
- Ryan McDonell (Stuart Campbell)

- Oliver et Zod n'apparaissent pas dans cet épisode.
- John Corben devient Metallo durant cet épisode.

### Épisode 3:Code rouge
- États-Unis : 9 octobre 2009
- France : 
  - 26 avril 2010 sur TF6
  - 19 septembre 2010 sur W9
- Québec : 28 février 2011 sur VRAK
- Belgique : 19 novembre 2011 sur La Deux
- Suisse : 22 décembre 2011 sur TSR2

- Cameron Bancroft (Dr Coats)
- Alessandro Juliani (Dr Emil Hamilton (en))

Clark se réveille à la Tour de Contrôle de Chloé après une piqûre à la kryptonite verte. Il constate que les rues sont complètement vides et désolées. Et quand il croit avoir retrouvé Loïs au Daily Planet, complètement saccagé, c'est un zombie qui lui fait face…

### Épisode 4:Le silence est d'or
- États-Unis : 16 octobre 2009
- France : 
  - 3 mai 2010 sur TF6
  - 7 octobre 2010 sur W9
- Québec : 7 mars 2011 sur VRAK
- Belgique : sur La Deux
- Suisse : 23 décembre 2011 sur RTS Deux

- Chris Gauthier (Toyman)
- Terence Stamp (Voix de Jor-El)
- Ayron Howey (Lex Luthor)

- Zod n'apparaît pas dans cet épisode.

### Épisode 5:Game over
- États-Unis : 23 octobre 2009
- France : 
  - 3 mai 2010 sur TF6
  - 7 octobre 2010 sur W9
- Québec : 21 mars 2011 sur VRAK
- Belgique : 26 novembre 2011 sur La deux
- Suisse : 26 décembre 2011 sur RTS Deux

Steph Song (en) (VF : Yumi Fujimori) (Victoria Sinclair / Roulette)
- Le scénario de cet épisode est un clin d’œil au film The Game.
- Tess et Zod n'apparaissent pas dans cet épisode.

### Épisode 6:Cœurs croisés
- États-Unis : 30 octobre 2009
- France : 
  - 10 mai 2010 sur TF6
  - 14 octobre 2010 sur W9
- Québec : 28 mars 2011 sur VRAK
- Belgique : 26 novembre 2011 sur La Deux
- Suisse : 27 décembre 2011 sur RTS Deux

- Elise Gatien (Mia Dearden)
- Ryan McDonell (Stuart Campbell)
- Emilie Ullerup (Catherine Grant)

- Loïs et Clark s'embrassent pour la troisième fois à la fin.
- Dans la version originale, lorsqu'Oliver laisse Mia conduire sa voiture il lui dit « Why don't you take it easy, Speedy », Speedy étant le surnom de Red Arrow, l'acolyte de Green Arrow dans le comic éponyme, surnom repris par Mia Dearden dans le deuxième volume de la série.

### Épisode 7:La Chute de Kandor
- États-Unis : 6 novembre 2009
- France : 
  - 10 mai 2010 sur TF6
  - 14 octobre 2010 sur W9
- Québec : 4 avril 2011 sur VRAK
- Belgique : 3 décembre 2011 sur la Deux
- Suisse : 28 décembre 2011 sur RTS Deux

Julian Sands (VF : Thierry Ragueneau) (Jor-El)
- Il est à noter que les deux pères de Clark sont tous les deux morts dans ses bras à la ferme des Kent.
- Loïs n'apparaît pas dans cet épisode.

### Épisode 8:Alter Ego
- États-Unis : 13 novembre 2009
- France : 
  - 17 mai 2010 sur TF6
  - 28 octobre 2010 sur W9
- Québec : 14 mars 2011 sur VRAK
- Belgique : 3 décembre 2011 sur La deux
- Suisse : 29 décembre 2011 sur RTS Deux

- David Gallagher (VF : Hervé Grull) (Zan)
- Allison Scagliotti-Smith (Jayna)
- Dylan Neal (Ray Sacks)

- Oliver, Tess et Zod n'apparaissent pas dans cet épisode.

### Épisode 9:Pandora
- États-Unis : 20 novembre 2009
- France : 
  - 17 mai 2010 sur TF6
  - 28 octobre 2010 sur W9
- Québec : 11 avril 2011 sur VRAK
- Belgique : 10 décembre 2011 sur La Deux
- Suisse : 9 janvier 2012 sur RTS Deux

- Ryan McDonell (Stuart Campbell)
- Sharon Taylor (Faora)
- Monique Ganderton (Alia)

### Épisode 10:Le Mentor
- États-Unis : 29 janvier 2010
- France : 
  - 17 mai 2010 sur TF6
  - 11 novembre 2010 sur W9
- Québec : 18 avril 2011 sur VRAK
- Belgique : 10 décembre 2011 sur La Deux
- Suisse : 10 janvier 2012 sur RTS Deux

- Elise Gatien (Mia Dearden)
- Steve Bacic (VF : Denis Laustriat) (Vortigen)

- Tess n'apparaît pas dans cet épisode.

### Épisodes 11 et 12:L'Étoffe des héros (partie 1 et 2)
- États-Unis : 5 février 2010
- France : 
  - 24 mai 2010 sur TF6
  - 11 et 18 novembre 2010 sur W9
- Québec : 25 avril 2011 et 2 mai 2011 sur VRAK
- Belgique : 17 décembre 2011 sur La Deux
- Suisse : 11 et 12 janvier 2012 sur RTS Deux

- Michael Shanks (Carter Hall / Hawkman)
- Brent Stait (Kent Nelson / Docteur Fate)
- Britt Irvin (Courtney Whitmore (en) / Stargirl)
- Phil Morris (John Jones (J'onn J'onzz) / Martian Manhunter)
- Erica Carroll (Inza Nelson)
- Wesley McInnes (VF : Benjamin Pascal) (Icicle Jr)
- Jim Shield (Sylvester Pemberton / Star-Spangled Kid)
- Pam Grier (Amanda Waller)

- Michael Shanks est aussi connu pour avoir incarné le docteur Daniel Jackson, membre de l'équipe SG-1 dans la série Stargate.
- Il s'agit d'un double épisode, d'une durée de 1 h 25.
- Dans cet épisode apparaissent plusieurs objets appartenant à des héros célèbres tels que la lanterne et l'anneau de Alan Scott (Green Lantern), le casque de Jay Garrick (le premier Flash), les gants de Ted Grant (Wildcat (comics)), la ceinture de Terry Sloane (Mister Terrific) ainsi que le casque et la masse de Shayera Hall (Hawkgirl).
- Dans la VF, Icicle demande à Stargirl si elle est une nouvelle Captain America, en référence à l'un des plus fameux héros de Marvel. Ceci est probablement une erreur de traduction puisque dans la version originale Icicle fait bien mention à Star-Spangled Girl.
- Le Docteur Fate raconte à Clark son futur destin en tant que Superman et qu'il sera le meneur de la nouvelle génération de super-héros et lui raconte également qu'il sait que Lois et lui sont destinés à un grand avenir.
- Zod n'apparaît pas dans cet épisode.

### Épisode 13:Icare
- États-Unis : 12 février 2010
- France : 
  - 31 mai 2010 sur TF6
  - 18 novembre 2010 sur W9
- Québec : 9 mai 2011 sur VRAK
- Belgique : 24 décembre 2011 sur La Deux
- Suisse : 13 janvier 2012 sur RTS Deux

- Serinda Swan (Zatanna Zatara)
- Carlo Marks (Stephen Swift / Warrior Angel)
- Owen Best (Alec Abrams)

- « Les héros apportent une touche de magie dans une vie ordinaire. »
- « Un costume, ça ne sert pas qu'à cacher qui on est. En fait, ça nous sert aussi à regarder le monde différemment. »
- « Laisser son imagination vagabonder, ça fait du bien de temps en temps. »
- « Un vrai héros ne laisse jamais la tristesse et la solitude prendre le dessus. »

- L'épisode est réalisé par Allison Mack.
- En arrière-plan au début de l'épisode, on peut voir un petit clin d'œil à Green Arrow tel qu'il est décrit dans la version papier : un costume vert clair, une barbiche et une moustache blondes et un petit chapeau. Dans cette scène, Loïs est costumée d'abord en stormtrooper, puis en amazone, façon Wonder Woman.
- Cet épisode peut faire référence au film Big avec Tom Hanks ou un jeune garçon fait le vœu de devenir un adulte grâce à une machine dans une fête foraine.
- L'histoire du petit garçon qui se transforme en super-héros grâce à la magie, fait référence au super-héros DC Shazam (anciennement Captain Marvel)
- L'histoire originelle de Warrior Angel est une référence au premier personnage que Jerry Siegel a nommé Super man, qui devenait lui aussi un super-vilain.
- Tess et Zod n'apparaissent pas dans cet épisode.

### Épisode 14:Tes désirs sont des ordres
- États-Unis : 19 février 2010
- France : 
  - 31 mai 2010 sur TF6
  - 25 novembre 2010 sur W9
- Québec : 16 mai 2011 sur VRAK
- Belgique : 24 décembre 2011 sur La Deux
- Suisse : 16 janvier 2012 sur RTS Deux

- Sharon Taylor (Faora)
- Monique Ganderton (Alia)

Sans le savoir, Clark est infecté par de la poussière de météorites qui lui permet d'exaucer tous ses souhaits. Ainsi, lorsque Clark souhaite avoir une relation plus classique avec Loïs, cette dernière emménage chez lui, devient femme au foyer et souhaite se marier. Ensuite, lorsqu'il demande à Chloé de le protéger, elle tente de convaincre Loïs de quitter Clark afin d'éviter qu'elle ne découvre son secret un jour.
- Oliver n'apparaît pas dans cet épisode.

### Épisode 15:L'Envol
- États-Unis : 26 février 2010
- France : 
  - 7 juin 2010 sur TF6
  - 25 novembre 2010 sur W9
- Québec : 23 mai 2011 sur VRAK
- Belgique : 31 décembre 2011 sur La Deux
- Suisse : 17 janvier 2012 sur RTS Deux

- J.R. Bourne (VF : Eric Aubrahn) (Bernard Chisholm)
- Sharon Taylor (Faora)
- Chrystal Lowe (VF : Margaux Laplace) (Vala)

### Épisode 16:La Sorcière d'argent
- États-Unis : 2 avril 2010
- France : 
  - 7 juin 2010 sur TF6
  - 2 décembre 2010 sur W9
- Québec : 30 mai 2011 sur VRAK
- Belgique : 31 décembre 2011 sur La Deux
- Suisse : 18 janvier 2012 sur RTS Deux

Odessa Rae (La Sorcière d'Argent)
- Bien que le rapprochement entre Chloé et Oliver semble avoir commencé un peu plus tôt, c’est dans cet épisode qu’ils échangent leur premier baiser à l’écran, marquant ainsi le début de leur relation.

### Épisode 17:La Reine Blanche
- États-Unis : 9 avril 2010
- France : 
  - 14 juin 2010 sur TF6
  - 2 décembre 2010 sur W9
- Québec : 6 juin 2011 sur VRAK
- Belgique : sur La Deux
- Suisse : 19 janvier 2012 sur RTS Deux

- Pam Grier (Amanda Waller)
- Phil Morris (John Jones (J'onn J'onzz) / Martian Manhunter)

Checkmate (en) est une organisation gouvernementale pour laquelle travaille Tess, qui tente d'enlever l'Archer Vert. Oliver réussit cependant à s'échapper; mais Tess devine sa double-identité lors d'une soirée le lendemain. Lorsque Clark demande des explications à Tess, cette dernière lui répond qu'un mois après sa nomination à la tête de LuthorCorp, Waller a voulu des informations sur les enquêtes de Lex à propos des aliens et a ainsi découvert leur existence. Pendant ce temps, John Jones et Chloé sont à leur tour enlevés par Checkmate. Clark se rend donc au quartier général de l'organisation pour les sauver mais Waller menace de tuer Chloé s'il ne lui révèle pas où se trouve la base de données de la Tour de Contrôle  ; elle souhaite en effet connaître l'identité de ceux qui y ont travaillé pour ensuite les recruter. Cependant John Jones, qui s'est libéré, détruit un échantillon de sang prouvant l'existence des aliens, tandis qu'Oliver coupe le courant des lieux ; Clark profite de cette diversion pour sauver Chloé.
- Loïs et Zod n'apparaissent pas dans cet épisode.

### Épisode 18:L'Alliance
- États-Unis : 16 avril 2010
- France : 
  - 14 juin 2010 sur TF6
  - 9 décembre 2010 sur W9
- Québec : 13 juin 2011 sur VRAK
- Belgique : 7 janvier 2012 sur La Deux
- Suisse : 20 janvier 2012 sur RTS Deux

Brian Austin Green (John Corben / Metallo)
John Corben, sur qui des scientifiques ont pratiqué une expérience afin de le contrôler à l'aide d'une puce, parvient à sauver Loïs qui s'était infiltrée dans un laboratoire de LuthorCorp où il était également détenu. Clark se rend sur les lieux où le laboratoire a explosé mais il est infecté par des météorites rouges. Après avoir découvert que Chloé entreposait des météorites et que Zod a retrouvé ses pouvoirs, il s'allie avec ce dernier. Chloé s'allie alors à son tour avec Tess qui active la puce de John Corben afin de ramener Clark à la normale. Clark est en train de montrer à Zod sa forteresse, d'où il peut parler à Jor-El, quand John Corben débarque et neutralise les effets de la kryptonite.
- Oliver n'apparaît pas dans cet épisode.

### Épisode 19:Le Roi Noir
- États-Unis : 23 avril 2010
- France : 
  - 21 juin 2010 sur TF6
  - 9 décembre 2010 sur W9
- Québec : 20 juin 2011 sur VRAK
- Belgique : 7 janvier 2012 sur La Deux
- Suisse : 23 janvier 2012 sur RTS Deux

- Gil Bellows (VF : Thierry Ragueneau) (Maxwell Lord)
- Dylan Neal (Ray Sacks)
- Blu Mankuma (VF : Benoît Allemane) (Franklin Stern)

Ray Sacks, le gouverneur qui avait tenté de tuer Loïs, est sorti de prison, et a promis un million de dollars à celui qui réussirait à prendre une photo du Flou; or un jeune homme a réussi et s'apprête à la lui fournir. Loïs s'incruste à la soirée en l'honneur de Sacks et réussit à détruire la photo. Mais elle et Clark se font ensuite renvoyer du Daily Planet, alors que Franklin Stern, le nouvel éditeur, les avait chargés de couvrir l'événement.
Loïs est ensuite enlevée par Maxwell Lord, le Roi Noir du groupe Checkmate, qui souhaite extraire de son esprit les informations qu'elle a sur le Flou, mais Clark intervient. Maxwell Lord est enlevé par la mystérieuse Reine Rouge, tandis que Chloé fait remarquer à Clark que le Flou devrait couper les ponts avec Loïs pour éviter que quelqu'un comme Zod usurpe son identité, ce qu'il finit par faire.
- Oliver et Zod n'apparaissent pas dans cet épisode.

### Épisode 20:Le Nerf de la guerre
- États-Unis : 30 avril 2010
- France : 
  - 21 juin 2010 sur TF6
  - 15 décembre 2010 sur W9
- Québec : 27 juin 2011 sur VRAK
- Belgique : 14 janvier 2012 sur La Deux
- Suisse : 25 janvier 2012 sur RTS Deux

- Ryan McDonell (Stuart Campbell)
- Pam Grier (Amanda Waller)
- Sharon Taylor (Faora)
- Crystal Lowe (Vala)
- Jonathan Lloyd Walker (Paul Brennen)

Chloé découvre que Tess s'est introduite dans la Tour de Contrôle mais lors de l'affrontement qui s'ensuit, un coup de feu est tiré, bloquant automatiquement toutes les issues de la Tour. Pour sortir de la Tour de Contrôle avant de manquer d'air, Chloé utilise le système de refroidissement (qui est capable de briser de l'acier) bien que ceci entraînera la fonte de ses serveurs et des données présentes dessus. Elles se rendent ensuite à l'hôpital pour enlever une puce située dans le corps de Tess, placée par Checkmate pour la localiser où qu'elle soit et qui est active tant que son hôte a un rythme cardiaque. Ainsi, Chloé arrête son cœur avant de la ramener à la vie avec de l'atropine.
Pendant ce temps, Oliver se rend au manoir des Luthor et découvre Zod, à qui il parvient à tirer une flèche en Kryptonite, après que ce dernier lui ait proposé une alliance contre Checkmate. Zod arrive cependant à enlever la flèche et attaque Oliver avant de s'enfuir.
Checkmate récupère la base de données de la Tour de Contrôle. Clark annonce à Faora que Zod a retrouvé ses pouvoirs et qu'il a détruit Krypton. Alors que Faora demande à certains Kandoriens de se dresser contre Zod, ils sont attaqués par les hommes de l'agent Waller. Ils sont cependant sauvés par Clark. Faora accepte de s'allier à l'agent Waller contre Zod, mais ce dernier arrive et s'attaque à Waller. Clark intervient alors et l'empêche de la tuer. Zod tue cependant Faora pour sa trahison, mais découvre après qu'elle était enceinte. Après cela, Zod élimine Checkmate, l'agent Waller, Stuart Campbell et le reste de Checkmate.
- Amanda Waller (surnommée la Reine Blanche), Faora et Stuart Campbell (ce dernier étant revenu dans cet épisode pour se venger de Tess) meurent dans cet épisode.
- Chloé utilise, comme mot de passe d'accès à la tour de contrôle, la date de diffusion aux États-Unis de l'épisode 22 de la saison 8 (Le jugement dernier), épisode dans lequel décède Jimmy Olsen…
- Loïs n'apparaît pas dans cet épisode.

### Épisode 21:Le Livre de Rao
- États-Unis : 7 mai 2010
- France : 
  - 28 juin 2010 sur TF6
  - 15 décembre 2010 sur W9
- Québec : 4 juillet 2011 sur VRAK
- Belgique : 21 janvier 2012 sur La Deux
- Suisse : 26 janvier 2012 sur RTS Deux

- Annette O'Toole (Martha Kent)
- Michael McKean (Perry White)
- Gil Bellows (Maxwell Lord)
- Chrystal Lowe (Vala)

Martha Kent et Perry White arrivent ensemble à la ferme où ils retrouvent Loïs et Clark. Le soir, lors d'un dîner, Loïs annonce qu'elle veut rompre pour trouver comment rendre sa vie plus importante. Après le départ de Loïs et Perry, Clark demande à Vala des informations sur le livre de Rao. Elle lui révèle alors que c'est la bible kandorienne qui contient tout le savoir et la puissance de Rao. Elle lui affirme également que Zod cherche à récupérer le livre de Rao, mais qu'il est ralenti par la Reine Rouge, qu'elle pense être Tess Mercer.
De leur côté, Tess et Oliver sont détenus et interrogés sur le livre de Rao, dans une illusion créée par Maxwell Lord, qui souhaite savoir ce que Tess savait sur le livre.
Perry et Loïs réussissent à obtenir un rendez-vous avec la Reine Rouge, qu'ils aperçoivent en haut d'un immeuble. Le temps qu'il la rejoignent, elle s'est déjà enfuie en voiture ; Clark tente de l'arrêter mais elle s'en débarrasse avec de la kryptonite verte. Chloé lui révèle ensuite qu'il ne peut s'agir de Tess puisqu'elle était à l'hôpital au même moment, après s'être échappée. Tess est cependant suivie par la Reine Rouge, qui s'avère être Martha Kent ; elle prend le livre de Rao que Tess venait de récupérer.
- On apprend que la Reine Rouge est Martha Kent.
- Zod n'apparaît pas dans cet épisode.

### Épisode 22:La Loi du plus fort
- États-Unis : 14 mai 2010
- France : 
  - 28 juin 2010 sur TF6
  - 15 décembre 2010 sur W9
- Québec : 11 juillet 2011 sur VRAK
- Belgique : 21 janvier 2012 sur La Deux
- Suisse : 27 janvier 2012 sur RTS Deux

- Phil Morris (John Jones (J'onn J'onzz) / Martian Manhunter)
- Michael Shanks (Carter Hall / Hawkman)
- Britt Irvin (Courtney Whitmore (en) / Stargirl)
- Lee Thompson Young (Victor Stone / Cyborg)
- Alaina Huffman (Dinah Lance / Black Canary)
- Adrian Holmes (Basqat)
- Crystal Lowe (Vala)
- Evan C. Schulte (Jeff)

Clark fait un rêve qui se déroule en 2013 et dans lequel il travaille toujours au Daily Planet avec Loïs, où Perry White est rédacteur en chef, où Olsen travaillerait comme photographe, où on peut voir sur la couverture du Daily Planet que Lex Luthor est candidat à la Présidence des États-Unis, et où un homme en costume bleu et rouge empêche un avion de s'écraser sur l'immeuble du Daily Planet. À son réveil, Clark ouvre une boite, offerte par sa mère, où on peut voir refléter dans son œil le symbole de sa famille et plus particulièrement celui de Superman.
Zod rencontre Loïs, se faisant passer pour le Flou, et lui affirme que Clark souhaite lui nuire. Plus tard, Tess retrouve Zod dans la Forteresse de Solitude avec qui elle se bat mais elle est gravement brûlée au visage par sa vision thermique, avant de mourir quelques heures plus tard à l'hôpital. Clark se résout ensuite à utiliser le livre de Rao pour mettre fin à cette guerre pacifiquement, bien que ceci entraînera également son départ définitif de la Terre. 
Quand il souhaite voir une dernière fois Loïs avant de partir, cette dernière lui vole le livre de Rao pour le donner à celui qu'elle croit être le Flou. Cependant, lorsqu'elle retrouve Zod, elle devine que ce dernier n'est pas le Flou et ne lui donne pas le livre. Zod projette alors Loïs dans les airs avant que Clark ne le projette lui-même et rattrape Loïs ensuite. Avant de partir mettre en application son plan contre Zod, il embrasse dans la pénombre Loïs, qui semble alors le reconnaître par son baiser. 
Sur le toit d'un immeuble, Clark retrouve Zod et ils sont rejoints par les Kandoriens. Lorsque Clark provoque Zod, ce dernier avoue avoir tué Faora, faisant ainsi changer d'avis les Kandoriens à son égard. Ils acceptent ainsi de quitter la Terre grâce au livre de Rao; cependant Zod, ayant tout prévu, sort une dague dont la lame est faite de kryptonite bleue, afin de neutraliser temporairement ses pouvoirs et ainsi ne pas être affecté par le livre de Rao. Clark lui dit qu'il ne veut pas qu'il détruise encore une planète : il décide donc, pour sauver le monde, de se poignarder lui-même avec la lame de kryptonite pour que Zod parte avec les autres kryptoniens. 
- Chloé et Oliver se disent pour la première qu’ils s’aiment.

- Loïs embrasse le véritable Flou (Clark) et découvre son identité. Elle reconnaît son baiser et fait le lien entre les deux identités.

- L'épisode se termine pour la première fois depuis trois ans (fin de la saison 6) par la mention À suivre.

- Il s'agit de la première introduction du très célèbre costume de Superman dans la série, même si on ne voit que le reflet du logo dans l'œil de Clark

- La vision futuriste qui introduit l'épisode dévoile un Lex Luthor bien vivant , malgré le fait qu'il est censé être décédé à ce moment de la série. La prediction s'est avérée réaliste par la suite puisque Luthor est bel et bien revenu d'entre les morts dans la saison suivante , et est effectivement devenu Président, ce qui se conforme également à la trame des comics. Cette scène prédit un autre retour avenir : celui du deuxième Jimmy Olsen qui aurait repris le poste de son frère décédé.